# Global Rapid Rugby 2019
El Global Rapid Rugby 2019 fue la primera temporada del campeonato de rugby profesional de la región Asia-Pacífico que se disputó entre el 22 de marzo y el 9 de agosto.

## Equipos participantes
- Asia Pacific Dragons
- Fijian Latui
- Kagifa Samoa
- South China Tigers
- Western Force

## Modo de disputa
El torneo se disputó en dos zonas (Asia y Oceanía), en la que cada una se componía del equipo australiano Western Force y dos equipos de cada continente, cada equipo disputó cuatro encuentros (dos de local y dos de visitante) frente a los rivales de su grupo, los ganadores de cada grupo se enfrentarán en una final, en el caso de que Western Force gane los dos torneos se declara campeón automáticamente.

## Posiciones

### Grupo Asia
| Pos. | Equipo               | Encuentros | Encuentros | Encuentros | Encuentros | Tantos | Tantos | Tantos | PB | PB | Puntos |
| Pos. | Equipo               | PJ         | PG         | PE         | PP         | F      | C      | Dif    | BO | BD | Puntos |
| ---- | -------------------- | ---------- | ---------- | ---------- | ---------- | ------ | ------ | ------ | -- | -- | ------ |
| 1.º  | Western Force        | 4          | 4          | 0          | 0          | 134    | 51     | +83    | 6  | 0  | 22     |
| 2.º  | South China Tigers   | 4          | 1          | 0          | 3          | 73     | 104    | -31    | 1  | 1  | 6      |
| 3.º  | Asia Pacific Dragons | 4          | 1          | 0          | 3          | 93     | 145    | -52    | 2  | 0  | 6      |

|  | Ganador Zona Asiática |

#### Partidos
| 29 de marzo | Western Force | 45 - 22 | South China Tigers |  |  |

| 12 de abril | Western Force | 42 - 10 | Asia Pacific Dragons |  |  |

| 21 de abril | South China Tigers | 29 - 19 | Asia Pacifc Dragons |  |  |

| 28 de abril | Asia Pacific Dragons | 41 - 26 | South China Tigers |  |  |

| 5 de mayo | Asia Pacific Dragons | 3 - 7 | Western Force |  |  |

| 12 de mayo | South China Tigers | 16 - 40 | Western Force |  |  |

### Grupo Oceanía
| Pos. | Equipo        | Encuentros | Encuentros | Encuentros | Encuentros | Tantos | Tantos | Tantos | PB | PB | Puntos |
| Pos. | Equipo        | PJ         | PG         | PE         | PP         | F      | C      | Dif    | BO | BD | Puntos |
| ---- | ------------- | ---------- | ---------- | ---------- | ---------- | ------ | ------ | ------ | -- | -- | ------ |
| 1.º  | Western Force | 4          | 4          | 0          | 0          | 181    | 72     | +109   | 5  | 0  | 21     |
| 2.º  | Fijian Latui  | 4          | 2          | 0          | 2          | 114    | 135    | -21    | 2  | 0  | 10     |
| 3.º  | Kagifa Samoa  | 4          | 0          | 0          | 4          | 96     | 184    | -88    | 1  | 2  | 3      |

|  | Ganador Zona Oceania |

#### Partidos
| 18 de mayo | Fijian Latui | 38 - 32 | Kagifa Samoa |  |  |

| 25 de mayo | Fijian Latui | 15 - 27 | Western Force |  |  |

| 31 de mayo | Western Force | 63 - 5 | Kagifa Samoa |  |  |

| 7 de junio | Kagifa Samoa | 31 - 37 | Fijian Latui |  |  |

| 15 de junio | Kagifa Samoa | 28 - 44 | Western Force |  |  |

| 21 de junio | Western Force | 45 - 24 | Fijian Latui |  |  |

| Bandera de Australia  |
| Campeón Western Force |
| Primer título         |